# Nõmme (przystanek kolejowy)
Nõmme (est.: Nõmme raudteepeatus) – przystanek kolejowy w Tallinnie, w prowincji Harjumaa, w Estonii, w dzielnicy Nõmme. Znajduje się na szerokotorowej linii Tallinn – Keila 8 km od dworca kolejowego w Tallinnie. Obsługiwany jest przez pociągi elektryczne Eesti Liinirongid.

## Linie kolejowe
- Tallinn – Keila